# Rex McCandless
Rex McCandless (Hillsborough (Noord-Ierland), 1915 - 1992) was een Brits motorcoureur, ontwerper en constructeur. Hij was de uitvinder van het beroemde Featherbed frame. 

## Jeugd
Toen zijn vader naar Canada emigreerde, werd Rex McCandless al op jonge leeftijd de kostwinner van het gezin. Op zijn dertiende ging hij van school zonder enige vorm van technische opleiding te hebben genoten. In het begin van de jaren dertig ging hij naar Engeland om geld te verdienen. Vlak voor het uitbreken van de Tweede Wereldoorlog keerde hij terug naar Noord-Ierland. Hij begon samen met zijn broer Cromie een reparatiewerkplaats waar ze werkten voor het Britse Ministerie van Bevoorrading. 

## Benial
In 1940 had hij een Triumph Tiger 100 die sneller was dan de Triumph T100 fabrieksracer met bronzen cilinderkop van zijn vriend Artie Bell. Rex had zelf enige ervaring in lokale races in Ierland en Ulster, zoals de "Dublin 100" in 1940 en hij was houder van het "100 Miles championship of Ireland" en de 500cc klasse in het heuvelklimkampioenschap. Hij was ervan overtuigd dat zijn broer Cromie de betere coureur was. Rex was nooit tevreden over het weggedrag van de motorfiets en ontdekte dat experimenten met gewichtsverplaatsing (zoals het monteren van een zwaar stalen voorspatbord en een koplamp) goede resultaten opleverden. Zonder opleiding moest hij zelf ontdekken waar hij het rijwielgedeelte kon verbeteren, maar hij was ervan overtuigd dat de problemen aan de voorkant van de machine veroorzaakt werden door de stugge achterkant. In 1944 bouwde hij de "Benial" (Iers voor "Beest"). Hij monteerde een swingarm achtervork die hij voorzag van veren en schokdempers van een Citroën. Met de Benial als basis construeerde hij een swingarmconstructie die op de meeste racers te schroeven was. Het Ierse grasbaanteam testte de constructie in 1946 op Brands Hatch. De concurrenten keken vreemd op van het systeem, maar toen de wedstrijd afgelopen was wilde iedereen het kopen. Rex McCandless was niet geïnteresseerd in de productie en verkocht de rechten aan het bedrijf Feridax. In 1947 werd Rex McCandless met een Norton tweede in de North West 200. In 1949 werd hij derde, eveneens met een Norton.

## Featherbed frame

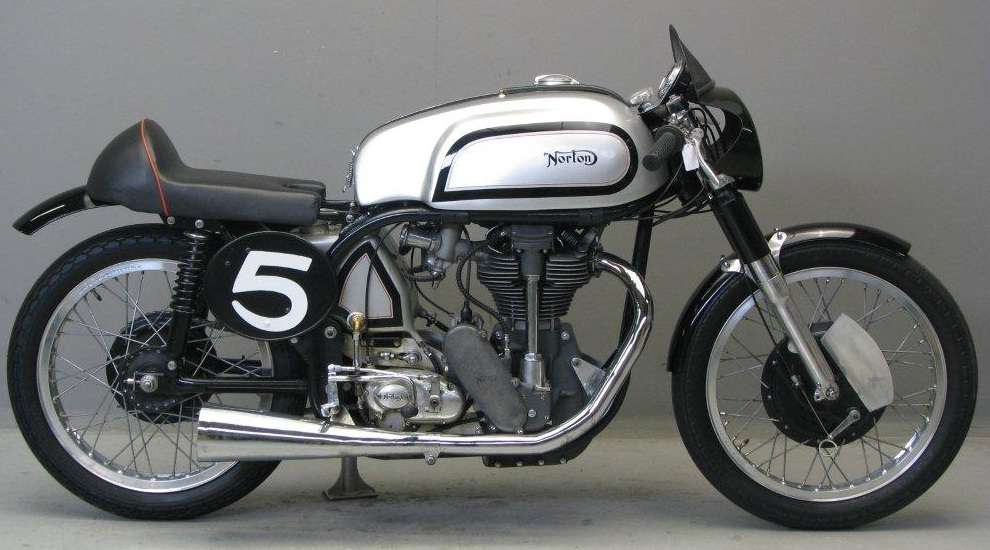
Featherbed frame op een Norton Manx uit 1952

Rex McCandless raakte bevriend met Freddie Dixon, die behalve coureur ook als tuner had gewerkt voor Douglas en Riley. Ze werden benaderd door Ernie Lyons, die voor de Manx Grand Prix van 1946 een Triumph T100GP had gekocht. Deze machine had ook een slechte wegligging maar Rex en Freddie losten die problemen grotendeels op en Lyons won de wedstrijd ondanks dat zijn frame was gebroken. Norton was ook niet tevreden met de prestaties van het "tuinhekframe" met plunjervering van haar racers. Joe Craig, constructeur/coureur bij Norton, probeerde het op te lossen door de frames steeds zwaarder te maken, maar zonder resultaat. McCandless vond dit een teken van weinig inzicht in de krachten die op het frame speelden. Norton had in die tijd de bijnaam "Unapproachable" (ongenaakbaar), maar McCandless zei tegen haar directeur (vrij vertaald): "U bent niet ongenaakbaar, ik heb een motorfiets die veel beter is dan een Norton". Norton wist een test op het eiland Man te organiseren. Een familielid van de vrouw van Cromie was daar hoofd van de politie en hij liet de wegen afsluiten. Artie Bell reed de motorfiets met het nieuwe frame van McCandless. Geoff Duke reed met het Garden gate frame en beide machines hadden fabrieks-Norton motorblokken. Joe Craig, Gilbert Smith en Rex McCandless wachtten bij Kate's Cottage en ze konden ze aan horen komen toen ze in de buurt van de 33e mijlpaal waren. Bij Kate's Cottage had Duke de hele weg nodig, maar Bell ging hem buitenom voorbij. Naar eigen zeggen zijn Rex McCandless en Gilberth Smith die avond behoorlijk dronken geworden. Er werd verder getest in Montlhéry met vier coureurs (Artie Bell, Geoff Duke, Harold Daniell en Johnny Lockett). Harold Daniell gaf het frame de bijnaam "Featherbed". In april 1950 won Geoff Duke de eerste race met het frame, in Blandford Camp (Dorset). Hoewel de Norton motor al ongeveer 20 jaar oud was, kon hij dankzij het nieuwe frame nog lang domineren. In 1950 waren de eerste drie plaatsen zowel in de Senior TT als de Junior TT voor Nortons. Norton noch framebouwer Reynolds kon de frames bouwen en daarom nam Rex McCandless zijn eigen mallen mee naar de Norton-fabriek om ze zelf te maken. Dat deed hij van 1950 tot 1953. Rex McCandless was nooit in dienst van Norton. Hij werkte er voor 1 pond per uur. Als hij een idee ontwikkeld had dat werkte kreeg hij betaald, als het niet werkte niet.

## Kneeler
In 1953 vond Rex dat de Norton Manx eencilinder zijn beste tijd gehad had. Hij drong er bij de fabriek op aan een viercilinder te ontwikkelen om te kunnen concurreren met de machines van Gilera en MV Agusta. Joe Craig was het niet met hem eens en vond dat er nog meer vermogen uit de Manx gehaald kon worden. Als lapmiddel ontwikkelde Rex McCandless een nieuw frame, waarbij de olietank onder het zadel werd vervangen door twee tanks in de zijkant van de stroomlijnkuip. Daardoor kon het veel lager gebouwd worden en kon de coureur er min of meer voorover op liggen. Dit was de "Kneeler". Ray Amm reed de machine voor het eerst in de North West 200 in 1953 en hij vond het de meest comfortabele machine die hij ooit gereden had. Samen met Eric Oliver nam hij de machine mee naar Montlhéry, waar ze met 133,66 mijl per uur een nieuw uurrecord neerzetten. Daarna deed Norton er niets meer mee en ook Rex McCandless vond het "geen echte Norton". Eric Oliver gebruikte het ontwerp voor zijn zijspancombinaties en het werd door alle concurrenten uiteindelijk gekopieerd, waardoor de Kneeler-zijspannen ontstonden. Norton was niet te overtuigen van de ideeën van Rex McCandless en hij ging zich met de ontwikkeling van race-auto's bezighouden. 

## Race-auto's
Hoewel hij grotendeels autodidact was, ging Rex McCandless met zijn streekgenoot, de tractorbouwer Harry Ferguson samenwerken aan de ontwikkeling van vierwielaandrijving voor race-auto's. Rex werkte ook aan vierwielbesturing en de ontwikkeling van chassis', waarbij hij uitging van een dragende functie van de motor zelf. Al in 1953 bouwde hij twee auto's met een 500cc Norton eencilindermotor die helemaal vóórin was geplaatst en vierwielaandrijving had. Een primaire ketting droeg de aandrijving over aan een hooggeplaatste versnellingsbak die de voorwielen met een ketting aandreef. Een derde ketting ging naar de remtrommels op de achteras en een vierde dreef de achteras aan. De rijder zat erg laag naast de ruggengraatbalk van het chassis. De lage bouw was weliswaar goed voor lage luchtweerstandswaarden, maar het extra gewicht deed dit voordeel grotendeels teniet. Rex McCandless bleef zich de rest van zijn leven bezighouden met uitvindingen en was belangrijk bij de bouw van de autogiro.

## Biografie
In 2003 verscheen de biografie van Rex McCandless, geschreven door R.L. Jennings en getiteld "To Make a Better Mousetrap". 

## Trivia
Het Featherbed frame zou nog tot ca. 1960 gebruikt worden door Norton. De machines konden met hun eencilindermotor niet meer meekomen met de Italiaanse viercilinders, maar het frame was nog zó gewild, dat veel rijders die liever een sneller motorblok gebruikten dit blok toch in een Featherbed frame bouwden. Daardoor ontstonden machines met bijzondere namen, zoals:
- Hedton: (Hedlund motorblok in een Norton frame)
- Norbsa: (Norton frame met een BSA motorblok)
- Norvin: (Norton frame met een Vincent motorblok)
- Triton:  (Triumph motorblok in een Norton frame)